# Клеър Литълтън
Клер Литълтън (на английски: Claire Littleton) е героиня от сериала „Изгубени“, излъчван по ABC, който проследява живота на оцелелите от самолетна катастрофа в южната част на Тихия океан. Ролята на Клеър се изпълнява от Емили дьо Равин и е въведена в пилотния епизод на сериала като бременна жена, част от групата оцелели. Тя е част от редовния актьорски състав до финала на четвъртия сезон, когато мистериозно изчезва. Клеър ще се завърне като главна героиня в шестия сезон. На Острова тя има взаимоотношения с друг оцелял от самолетната катастрофа – Чарли Пейс (Доминик Монаган) до смъртта на героя в третия сезон. В българския дублаж се озвучава от Милена Живкова, а в шести сезон на AXN от Златина Тасева.

## Биоргафия на героинята

### Преди катастрофата
Клеър е отгледана в Сидни от майка си Керъл Литълтън, която ѝ е казала, че баща ѝ е мъртъв. Като тийнейджърка, тя и майка ѝ претърпявам автомобилна катастрофа. Клеър шофира, а след катастрофата Керъл е в кома. Крисчън Шепърд плаща за медицинските разноски по възстановяването ѝ и разкрива на Клеър, че е неин баща. Когато предлага тя да изключи животоподдържащите системи на майка ѝ, тя се ядосва и си тръгва, без да научи името му.
Години по-късно, Клеър забременява от тогавашния си приятел Томас. Той я убеждава да задържи бебето, но я напуска няколко месеца по-късно. Клеър обмисля да даде детето за осиновяване. Тя посещава ясновидецът Ричард Молкин, който настоява, че тя трябва да отгледа детето сама, защото то ще бъде в беда. Уплашена, Клеър взема решение и почти подписва документи за осиновяване, но в последния момент се разубеждава. Тя посещава Молкин за втори път, който ѝ казва за двойка в Лос Анджелис, която желае да осинови нейното бебе. Той ѝ дава самолетен билет за Полет 815 на авиокомпания Океаник, който заминава на следващия ден. Седмици по-късно, Клеър вярва, че Молкин е видял самолетната катастрофа, и това е бил единственият начин Клеър да отгледа детето сама.

### След катастрофата

#### Сезон 1
Клеър започва да ражда след като самолетът катастрофира на острова, но се оказва, че е фалшива тревога. Помага ѝ Джак.

#### Сезон 2
Дни, след като някои от оцелелите бягат от острова, качвайки се на сала, Клеър се разхожда по плажа и намира бутилката с писмата, която те взимат с тях.